# Kentarō Sawada
Kentarō Sawada (jap. 沢田 謙太郎, Sawada Kentarō; * 15. Mai 1970 in Kamakura, Präfektur Kanagawa) ist ein ehemaliger japanischer Fußballspieler.

## Nationalmannschaft
1995 debütierte Sawada für die japanische Fußballnationalmannschaft. Sawada bestritt vier Länderspiele.